# Polenblut

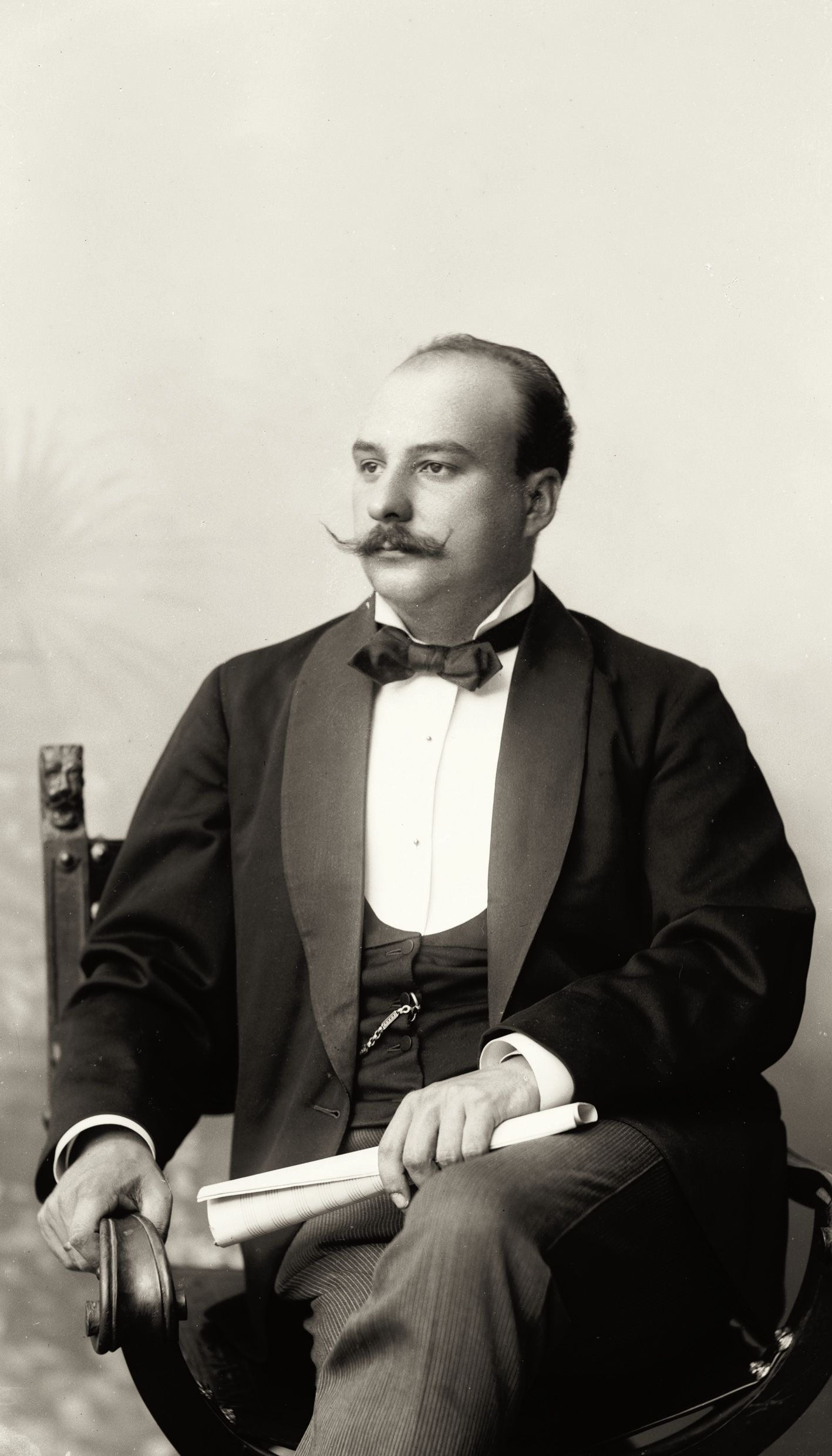
Oskar Nedbal

Polenblut (Polskt blod) är en operett i tre akter med musik av Oskar Nedbal och libretto av Leo Stein efter novellsamlingen Bjelkins berättelser (1831) av Aleksandr Pusjkin.

## Historia
Oskar Nedbal är ett namn som gått till operetthistorien genom ett enda verk: Polenblut, som kom att bli en av 1910-talets bästa och populäraste operetter. Som kompositör ägnade han sig först åt att skriva balettmusik. Två helaftonsbaletter uppfördes med framgång på Nationalteatern i Prag. 1911 förvånade han världen med att debutera som operettkompositör, men Die keusche Barbara blev närmast ett fiasko, vilket helt berodde på ett svagt libretto. Nedbal gick tillbaka till sina baletter, men med sitt andra operettförsök Polenblut fick han en sådan översvallande framgång att han fortsatte att komponera operetter. Men hans följande verk blev bara tillfälliga framgångar.
Polenblut hade premiär den 25 oktober 1913 på Carltheater i Wien. Både politiskt och musikaliskt var den en märklig skapelse: kompositören var av tjeckisk härkomst, ändå utspelas handlingen i det av Ryssland ockuperade Polen. Nedbal hade ofta prisats för sina försök att inkorporera sin egen folkmusik, ändå var de mazurkor och polonäser han komponerade till operetten inte tjeckiska. 1913 var polsk nationalism inte populär i Ryssland men även inom Österrike-Ungern sågs den med oblida ögon.
Bara två månader efter premiären i Wien framfördes operetten den 26 december 1913 på Stadsteatern i Pilsen. Det tjeckiska librettot skrevs av tenoren Zdeněk Knittl. Den tjeckiska titeln var Polská krev. Efter Första världskriget blev operetten den mest uppförda operetten i det unga Tjeckoslovakien. Till denna dag anses den vara den mest populära ”tjeckiska” operetten.
Under den polska titeln är Polska krew framfördes den i Warszawa den 14 september 1915, då fortfarande en del av det ryska imperiet, som Österrike-Ungern då befann sig i krig med.
Den 24 april 1914 gick Polskt blod upp på Oscarsteatern i Stockholm med Rosa Grünberg i den kvinnliga huvudrollen. Den spelades 43 gånger.

## Personer
- Heléna Zarémba (sopran)
- Greve Boléslaw Baranski (tenor)

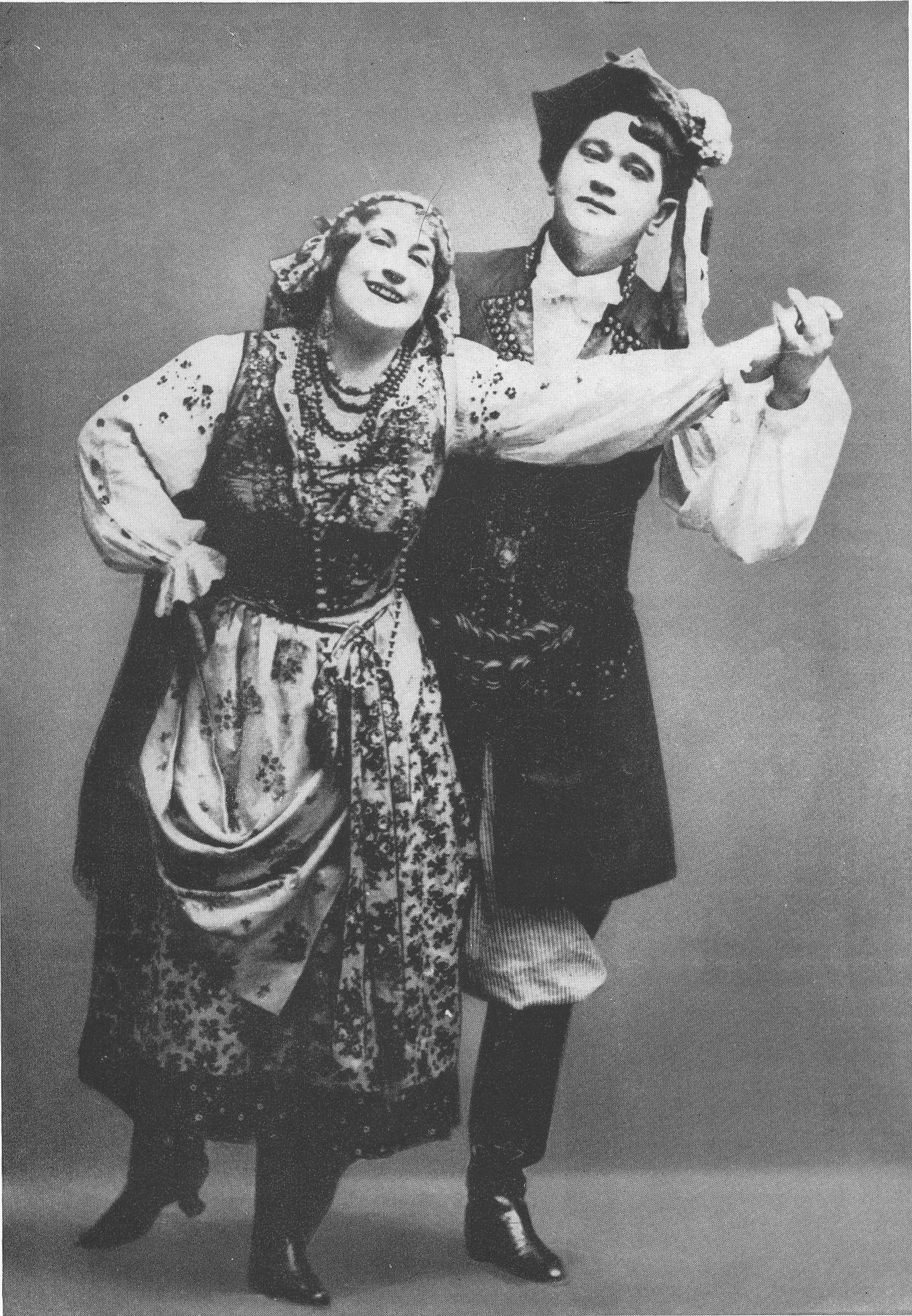
Carl Pfann som greven och Mizzi Zwerenz som Heléna vid urpremiären i Wien 1913.

- Wanda Kwasinskaja, dansare vid Warszawas opera (subrett)
- Bronio av Popiel, Baranskis vän (Tenorbuffo)
- Jan Zarémba, hyresvärd, Helénas far (bas)
- Jadwiga Pawlowa, Wandas mamma (Alt)
- Adelsmännen Gorski och Wolenski (tenorer)
- Adelsmännen Senowicz och Mirski (bas)
- Fru von Drygulska (sopran)
- Grevinnan Napolska (sopran)
- Wlastek, tjänare (baryton)
- Balgäster, adelsmän, bondefolk, musiker, lakejer, barn (kör och statister)

## Handling
Den rika diplomatdottern Heléna tar plats som husföreståndarinna hos en greve och godsägare för att lära känna honom närmare. Greven är en slarver och som mest ägnar sig åt kvinnor och kortspel, och mycket riktigt drar på sig stora skulder. Genom Helénas goda inflytande slutar han som en riktig skötsam och ordentlig godsägare.

## Musiknummer (urval)
- Ich bin ein Diplomate
- Ich kenn ein süßes Frauchen
- Brüder, ich bin verliebt (Marschsång)
- Ihr seid ein Kavalier (Valssång)
- Immer nur ländlich und sittlich
- Mädel, dich hat mir die Glücksfee gebracht
- Nach der Arbeit schweren Tagen (Erntedankszene)